# 우에타촌
우에타촌(植田村)은 일본 아이치현 아쓰미군에 설치되었던 촌이다. 현재의 도요하시시의 일부에 해당한다.